# Infundibulum pulmonaire
L'infundibulum pulmonaire (du ventricule droit) ou cône artériel est la partie supérieure du ventricule droit.

## Structure
L'infundibulum pulmonaire forme une poche conique entre la crête supraventriculaire et la valve du tronc pulmonaire.
Il permet le passage du sang entre la partie trabéculaire du ventricule droit et le tronc pulmonaire.

## Aspect clinique
Des défauts dans le développement de l'infundibulum pulmonaire peuvent entraîner une maladie cardiaque connue sous le nom de tétralogie de Fallot.